# 圣赫勒拿首席部长
圣赫勒拿首席部长（英語：Chief Minister of Saint Helena）是圣赫勒拿政府的首脑。首席部长由圣赫勒拿立法委员会选举产生，并由代表英国君主的圣赫勒拿总督正式任命。
该职位的设立是根据2021年圣赫勒拿治理体系公投的结果批准的。首席部长一职相当于其他英國海外領土中的总理。
第一任（亦为现任）首席部长是朱莉·托马斯，她于2021年10月25日就任。